# Medicago laxispira
Medicago laxispira är en ärtväxtart som beskrevs av Chaia Clara Heyn. Medicago laxispira ingår i släktet luserner, och familjen ärtväxter. Inga underarter finns listade i Catalogue of Life.